# Edward Bede Clancy
Edward Bede Clancy (Lithgow, 13 dicembre 1923 – Randwick, 3 agosto 2014) è stato un cardinale e arcivescovo cattolico australiano.

## Biografia
Edward Bede Clancy nacque a Lithgow, nel Nuovo Galles del Sud, il 13 dicembre 1923.
Ricevette l'ordinazione presbiterale il 23 luglio 1949 dal cardinale Norman Gilroy.
Il 25 ottobre 1973 papa Paolo VI lo nominò vescovo ausiliare di Sydney e titolare di Árd Carne. Ricevette la consacrazione episcopale il 19 gennaio 1974 per imposizione delle mani del cardinale James Darcy Freeman.
Il 24 novembre 1978 fu nominato arcivescovo di Canberra e Goulburn.
Dal 12 febbraio 1983 al 26 marzo 2001 fu arcivescovo di Sydney, rivestendo anche la carica di presidente della Conferenza episcopale australiana dal 1986 al 2000.
Papa Giovanni Paolo II lo innalzò alla dignità cardinalizia nel concistoro del 28 giugno 1988.
Morì a Randwick il 3 agosto 2014 all'età di 90 anni. Fu tumulato nella cripta della cattedrale di Santa Maria a Sydney.

## Genealogia episcopale e successione apostolica
La genealogia episcopale è:
- Cardinale Scipione Rebiba
- Cardinale Giulio Antonio Santori
- Cardinale Girolamo Bernerio, O.P.
- Arcivescovo Galeazzo Sanvitale
- Cardinale Ludovico Ludovisi
- Cardinale Luigi Caetani
- Cardinale Ulderico Carpegna
- Cardinale Paluzzo Paluzzi Altieri degli Albertoni
- Papa Benedetto XIII
- Papa Benedetto XIV
- Papa Clemente XIII
- Cardinale Marcantonio Colonna
- Cardinale Giacinto Sigismondo Gerdil, B.
- Cardinale Giulio Maria della Somaglia
- Cardinale Carlo Odescalchi, S.I.
- Cardinale Costantino Patrizi Naro
- Cardinale Serafino Vannutelli
- Cardinale Domenico Serafini, Cong. Subl. O.S.B.
- Cardinale Pietro Fumasoni Biondi
- Arcivescovo Filippo Bernardini
- Cardinale Norman Gilroy
- Cardinale James Darcy Freeman
- Cardinale Edward Bede Clancy

La successione apostolica è:
- Vescovo William John Brennan (1984)
- Vescovo Geoffrey James Robinson (1984)
- Vescovo Kevin Michael Manning (1991)
- Vescovo Peter William Ingham (1993)
- Vescovo Barry Francis Collins (1994)
- Arcivescovo Philip Edward Wilson (1996)
- Vescovo David Louis Walker (1996)
- Vescovo Luc Julian Matthys (1999)
- Vescovo Geoffrey Hilton Jarrett (2001)